# Saison 1997 de la NFL
Navigation
Édition précédente Édition suivante
La saison 1997 de la NFL est la 78e saison de la National Football League. Elle voit le sacre des Denver Broncos à l'occasion du  Super Bowl XXXII.

## Déménagement
Les Oilers de Houston déménagent dans le Tennessee et deviennent les Oilers du Tennessee.

## Classement général
| Qualifié en play-offs |

| AFC Est              |      |      |      |        |          |            |
| Franchise            | Vic. | Déf. | Nuls | % vic. | Pts pour | Pts contre |
| New England Patriots | 10   | 6    | 0    | .625   | 369      | 289        |
| Miami Dolphins       | 9    | 7    | 0    | .563   | 339      | 327        |
| New York Jets        | 9    | 7    | 0    | .563   | 348      | 287        |
| Buffalo Bills        | 6    | 10   | 0    | .375   | 255      | 367        |
| Indianapolis Colts   | 3    | 13   | 0    | .188   | 313      | 401        |
| AFC Central          |      |      |      |        |          |            |
| Franchise            | Vic. | Déf. | Nuls | % vic. | Pts pour | Pts contre |
| Pittsburgh Steelers  | 10   | 6    | 0    | .625   | 344      | 257        |
| Jacksonville Jaguars | 9    | 7    | 0    | .563   | 325      | 335        |
| Cincinnati Bengals   | 8    | 8    | 0    | .500   | 372      | 369        |
| Tennessee Oilers     | 8    | 8    | 0    | .500   | 345      | 319        |
| Baltimore Ravens     | 4    | 12   | 0    | .250   | 371      | 441        |
| AFC Ouest            |      |      |      |        |          |            |
| Franchise            | Vic. | Déf. | Nuls | % vic. | Pts pour | Pts contre |
| Kansas City Chiefs   | 13   | 3    | 0    | .813   | 375      | 232        |
| Denver Broncos       | 12   | 4    | 0    | .750   | 472      | 287        |
| Seattle Seahawks     | 8    | 8    | 0    | .500   | 365      | 362        |
| Oakland Raiders      | 4    | 12   | 0    | .250   | 324      | 419        |
| San Diego Chargers   | 4    | 12   | 0    | .250   | 266      | 425        |

| NFC Est             |      |      |      |        |          |            |
| Franchise           | Vic. | Déf. | Nuls | % vic. | Pts pour | Pts contre |
| New York Giants     | 10   | 5    | 1    | .656   | 307      | 265        |
| Washington Redskins | 8    | 7    | 1    | .531   | 327      | 289        |
| Philadelphia Eagles | 6    | 9    | 1    | .406   | 317      | 372        |
| Dallas Cowboys      | 6    | 10   | 0    | .375   | 304      | 314        |
| Arizona Cardinals   | 4    | 12   | 0    | .250   | 283      | 379        |
| NFC Central         |      |      |      |        |          |            |
| Franchise           | Vic. | Déf. | Nuls | % vic. | Pts pour | Pts contre |
| Green Bay Packers   | 13   | 3    | 0    | .813   | 422      | 282        |
| Tampa Bay Buccs     | 10   | 6    | 0    | .625   | 299      | 263        |
| Detroit Lions       | 9    | 7    | 0    | .563   | 379      | 306        |
| Minnesota Vikings   | 9    | 7    | 0    | .563   | 354      | 359        |
| Chicago Bears       | 4    | 12   | 0    | .250   | 263      | 421        |
| NFC Ouest           |      |      |      |        |          |            |
| Franchise           | Vic. | Déf. | Nuls | % vic. | Pts pour | Pts contre |
| San Francisco 49ers | 13   | 3    | 0    | .813   | 375      | 265        |
| Carolina Panthers   | 7    | 9    | 0    | .438   | 265      | 314        |
| Atlanta Falcons     | 7    | 9    | 0    | .438   | 320      | 361        |
| New Orleans Saints  | 6    | 10   | 0    | .375   | 237      | 327        |
| St. Louis Rams      | 5    | 11   | 0    | .313   | 299      | 359        |

- Miami termine devant New York Jets en AFC East en raison du résultat enregistré en confrontation directe (2-0).
- Pittsburgh termine devant Jacksonville en AFC Central en raison de la différence de points en division (+78 contre +23).
- Oakland termine devant San Diego en AFC West en raison des résultats enregistrés en division (2-6 contre 1-7).
- Detroit termine devant Minnesota en NFC Central en raison du résultat enregistré en confrontation directe (2-0).
- Carolina termine devant Atlanta en NFC West en raison du résultat enregistré en confrontation directe (2-0).

## Play-offs
Les équipes évoluant à domicile sont nommées en premier. Les vainqueurs sont en gras

### AFC
- Wild Card : 
  - 27 décembre 1997 :  Denver 42-17 Jacksonville
  - 28 décembre 1997 : New England 17-3 Miami
- Premier tour : 
  - 3 janvier 1998 :  Pittsburgh 7-6 New England
  - 4 janvier 1998 : Denver 14-10 Kansas City
- Finale AFC : 
  - 11 janvier 1998 : Pittsburgh 21-24 Denver

### NFC
- Wild Card : 
  - 27 décembre 1997 :  New York Giants 22-23 Minnesota
  - 28 décembre 1997 : Tampa Bay 20-10 Detroit
- Premier tour : 
  - 3 janvier 1998 : San Francisco 38-22 Minnesota
  - 4 janvier 1998 : Green Bay 21-7 Tampa Bay
- Finale NFC : 
  - 11 janvier 1998 : San Francisco 10-23 Green Bay

### Super Bowl XXXII
- 25 janvier 1998 : Denver (AFC) 31-24 Green Bay (NFC), au Qualcomm Stadium de San Diego